# بيز أول
بيز أول (بالإنجليزية: Piz Aul)‏ هو أحد جبال سلسلة جبال الألب ليبونتيني ويقع في كانتون غراوبوندن في سويسرا. يحتل المرتبة رقم 171 في قائمة جبال سويسرا من حيث الارتفاع، إذ يبلغ ارتفاعه حوالي 3121 متر، بينما يبلغ ارتفاع نتوء الجبل 395 متر، هذا وقد سجل أول وصول لقمة الجبل عام 1801.